# عبد الرحمن الغتم
الدكتور عبد الرحمن بن محمد بن أحمد الغتم محامي وسياسي بحريني من أشهر اخوانه الشيخ خليفه بن محمد كان من كبار ضباط البحرين في الوقت السابق والمرافق الخاص إلى صاحب العظمه الشيخ عيسى بن سلمان امير البلاد انذاك ولديه معارف كثيره من داخل وخارج البحرين واشتهر بمعارفه من كبار شيوخ الخليج وهو مقرب في الوقت الحالي إلى ملك البلاد الحالي وهو من اصحاب الشورى في العائله الكريمه ويعد هو كبيرهم وذو رئي سديد بين العائله وفي الوقت الحالي من كبار المطورين العقارين على مستوى الخليج العربي وأخيه الثاني الدكتور سلمان بن محمد اشتهر في صدقه وأمانته في العمل ولديه شركه كبيره على مستوى الشرق الأوسط ومن اهم المهندسين على مستوى المنطقه .

## السيرة
ولد في مدينة المحرق. حصل على ليسانس شريعة وقانون من جامعة الإمارات وماجستير في الإدارة العامة من جامعة أما الدولية. عمل مستشار قانوني في إدارة الطيران المدني من 1982 إلى 1984 ثم انتقل للعمل بنفس الوظيفة في وزارة المالية والاقتصاد الوطني. تم تعيينه عضوا في مجلس الشورى من 2002 إلى 2010.

## اخوانه
• د. سلمان بن محمد الغتم
• خليفه بن محمد الغتم
• خالد بن محمد الغتم
• حمد بن محمد الغتم